# ماركو غوري
ماركو غوري (بالإيطالية: Marco Gori)‏ هو لاعب كرة قدم إيطالي في مركز الوسط، ولد في 26 يوليو 1979 في فلورنسا في إيطاليا. لعب مع نادي إمبولي ونادي كريمونيسي ونادي مونزا.